# Theriophonum infaustum
Theriophonum infaustum är en kallaväxtart som beskrevs av Nicholas Edward Brown. Theriophonum infaustum ingår i släktet Theriophonum och familjen kallaväxter. Inga underarter finns listade.